# Giải bóng đá Ngoại hạng Nga 2019–20
Russian Premier League 2019-20 là mùa giải thứ 28 của giải đấu bóng đá cấp độ cao nhất của nước Nga sau sự kiện Liên Xô tan rã và là lần thứ 16 giải mang tên Russian Premier League. Zenit Saint Petersburg là đội đương kim vô địch .
FC Tambov và PFC Sochi đã tham gia với tư cách là những đội được thăng hạng từ Russian National Football League (RNFL) 2018–19. Họ thay thế cho FC Yenisey Krasnoyarsk và Anzhi Makhachkala, những đội bị xuống hạng

## Các sự kiện

### Cấm chuyển nhượng
Ngày 9 tháng 4 năm 2019, PFC Krylia Sovetov Samara đã bị cấm đăng ký cầu thủ mới do nợ tiền chấm dứt hợp đồng với cầu thủ Danil Klyonkin. Lệnh cấm được gỡ bỏ sau khi câu lạc bộ này giải quyết ổn thoả với Klyonkin vào ngày 11 tháng 7.
Ngày 20 tháng 8 năm 2019, tân binh của giải là FC Tambov đã bị cấm đăng ký cầu thủ mới do các khoản nợ của câu lạc bộ này với cầu thủ Mladen Kašćelan.
Cùng ngày, FC Rostov cũng đã bị cấm đăng ký cầu thủ mới vì những khoản nợ tiền đền bù với các huấn luyện viên Kurban Berdyev, Ivan Daniliants và Alexandru Mațiura. Lệnh cấm được dỡ bỏ sau khi câu lạc bộ này giải quyết ổn thoả với các huấn luyện viên vào ngày 29 tháng 8 năm 2019.

### Tạm hoãn giải đấu
Vào ngày 17 tháng 3 năm 2020, giải đấu đã bị tạm hoãn cho đến ngày 10 tháng 4 năm 2020 do ảnh hưởng của đại dịch COVID-19 tại Nga. Ngày 1 tháng 4 năm 2020, Liên đoàn bóng đá Nga đã thông báo giải tiếp tục tạm hoãn cho đến ngày 31 tháng 5 năm 2020.
Ngày 20 tháng 4 năm 2020, cầu thủ Innokenti Samokhvalov của đội U20 Lokomotiv Moscow đã qua đời trong một buổi tập luyện cá nhân do suy tim. Cái chết của anh không phải do COVID-19 trực tiếp gây ra. Anh đã xuất hiện nhiều lần trên băng ghế dự bị của Lokomotiv Moscow, chưa chính thức ra mắt đội 1 của CLB này mà chủ yếu thi đấu cho đội dự bị Kazanka tại giải hạng Ba của Nga.
Ngày 15 tháng 5 năm 2020, Liên đoàn bóng đá Nga tuyên bố rằng mùa giải Ngoại hạng Nga sẽ tiếp tục vào khoảng ngày 21 tháng 6 năm 2020 và tất cả các trận đấu còn lại sẽ diễn ra mà không có khán giả.
Ngày 16 tháng 5 năm 2020, Chủ tịch của Lokomotiv Moscow đã xác nhận rằng Jefferson Farfán đã dương tính với coronavirus, nhưng không tiếp xúc với bất kỳ cầu thủ nào khác của Lokomotiv. Anh là cầu thủ đầu tiên của Nga chính thức xác nhận dương tính với coronavirus. Ngày 18 tháng 5 năm 2020, FC Rubin Kazan đã xác nhận rằng cầu thủ của họ Konstantin Pliyev cũng đã thử nghiệm tích cực và tự cách ly. Sau đó cùng ngày, anh trai của Konstantin là cầu thủ Zaurbek Pliyev của FC Dynamo Moscow cũng tự cách ly ở Vladikavkaz và sẽ không thể gia nhập câu lạc bộ của mình trong hai tuần tới, mặc dù bài kiểm tra của Zaurbek là âm tính. Cùng ngày, có thêm 5 người tại FC Dynamo Moscow đã thử nghiệm dương tính - Sylvester Igboun, Roman Yevgenyev, thủ môn David Sangare, giám đốc y tế, ông Mitchsei Pleskov và huấn luyện viên thủ môn Dmitry Izotov. Ngày 20 tháng 5 năm 2020, Magomed-Shapi Suleymanov của FC Krasnodar xác nhận rằng anh nhập viện vì sốt và xét nghiệm dương tính với coronavirus vào đầu tháng 5, nhưng đã hồi phục và được xuất viện kể từ đó. Ngày 22 tháng 5 năm 2020, Irina Pogrebnyak, vợ nhà vô địch UEFA Cup Pavel Pogrebnyak của FC Ural Yekaterinburg, xác nhận rằng Pavel đã phải nhập viện vì viêm phổi do COVID-19. Nngày 28 tháng 5 năm 2020, FC Lokomotiv Moscow tuyên bố rằng bốn cầu thủ (Dmitri Barinov, Anton Kochenkov, Timur Suleymanov và Roman Tugarev) đã thử nghiệm dương tính với virus, không có triệu chứng và tự cách ly tại nhà.

## Các đội tham dự
Như mùa trước, mùa giải 2019–20 có tổng cộng 16 đội bóng tham dự.
Sau mùa giải 2018–19, FC Yenisey Krasnoyarsk và Anzhi Makhachkala đã phải xuống chơi tại Russian National Football League mùa 2019–20. Các đội được thay thế là FC Tambov và PFC Sochi, đội vô địch và á quân của Russian National Football League mùa 2018-19.

### Nhân sự và áo đấu
| Câu lạc bộ     | Khu vực          | HLV trưởng                  | Đội trưởng              | Trang phục   | Nhà tài trợ áo đấu       |
| -------------- | ---------------- | --------------------------- | ----------------------- | ------------ | ------------------------ |
| Akhmat         | Grozny           | Igor Shalimov               | Rizvan Utsiyev          | Adidas       | Akhmat Foundation        |
| Arsenal        | Tula             | Sergei Podpaly (tạm quyền)  | Kirill Kombarov         | Adidas       | SPLAV                    |
| CSKA           | Moscow           | Viktor Goncharenko          | Igor Akinfeev           | Umbro        | Rosseti                  |
| Dynamo         | Moscow           | Kirill Novikov              | Anton Shunin            | Kelme        | VTB                      |
| Krasnodar      | Krasnodar        | Murad Musayev               | Alyaksandr Martynovich  | Puma         | 1XBET                    |
| Krylia Sovetov | Samara           | Andrei Talalayev            | Sergey Ryzhikov         | Puma         | Parimatch                |
| Lokomotiv      | Moscow           | Marko Nikolić               | Vedran Ćorluka          | Under Armour | RZhD                     |
| Orenburg       | Orenburg         | Ilshat Aitkulov (tạm quyền) | Đorđe Despotović        | Adidas       | Gazprom Dobycha Orenburg |
| Rostov         | Rostov-on-Don    | Valeri Karpin               | Ivelin Popov            | Adidas       | TNS Energo               |
| Rubin          | Kazan            | Leonid Slutsky              | Vyacheslav Podberyozkin | Jako         | Nizhnekamskneftekhim     |
| Sochi          | Sochi            | Vladimir Fedotov            | Soslan Dzhanayev        | Nike         |                          |
| Spartak        | Moscow           | Domenico Tedesco            | Georgi Dzhikiya         | Nike         | Lukoil                   |
| Tambov         | Tambov           | Sergei Pervushin            | Khasan Mamtov           | Jako         | Parimatch (Пари Матч)    |
| Ufa            | Ufa              | Vadim Evseev                | Pavel Alikin            | Joma         | Terra Bashkiria          |
| Ural           | Yekaterinburg    | Yuri Matveyev (tạm quyền)   | Artyom Fidler           | Adidas       | Renova, TMK              |
| Zenit          | Saint Petersburg | Sergei Semak                | Branislav Ivanović      | Nike         | Gazprom                  |

### Địa điểm thi đấu
| Zenit Saint Petersburg | Rubin Kazan | Rostov | Krylia Sovetov Samara |
| ---------------------- | --- | --- | --------------------- |
| Gazprom Arena          | Kazan Arena | Rostov Arena | Samara Arena          |
| Sức chứa: 67,800       | Sức chứa: 45,093 | Sức chứa: 45,000 | Sức chứa: 44,918      |
|                        | | |                       |
| Spartak Moscow         | KrasnodarKrylia SovetovRostovOrenburgAkhmatZenitArsenalCSKA · Dynamo · Lokomotiv · SpartakRubinUfaTambovUralSochi Vị trí các đội thi đấu Russian Premier League mùa 2019–20 | KrasnodarKrylia SovetovRostovOrenburgAkhmatZenitArsenalCSKA · Dynamo · Lokomotiv · SpartakRubinUfaTambovUralSochi Vị trí các đội thi đấu Russian Premier League mùa 2019–20 | Ural Yekaterinburg    |
| Otkritie Arena         | KrasnodarKrylia SovetovRostovOrenburgAkhmatZenitArsenalCSKA · Dynamo · Lokomotiv · SpartakRubinUfaTambovUralSochi Vị trí các đội thi đấu Russian Premier League mùa 2019–20 | KrasnodarKrylia SovetovRostovOrenburgAkhmatZenitArsenalCSKA · Dynamo · Lokomotiv · SpartakRubinUfaTambovUralSochi Vị trí các đội thi đấu Russian Premier League mùa 2019–20 | Central Stadium       |
| Sức chứa: 44,307       | KrasnodarKrylia SovetovRostovOrenburgAkhmatZenitArsenalCSKA · Dynamo · Lokomotiv · SpartakRubinUfaTambovUralSochi Vị trí các đội thi đấu Russian Premier League mùa 2019–20 | KrasnodarKrylia SovetovRostovOrenburgAkhmatZenitArsenalCSKA · Dynamo · Lokomotiv · SpartakRubinUfaTambovUralSochi Vị trí các đội thi đấu Russian Premier League mùa 2019–20 | Sức chứa: 35,696      |
|                        | KrasnodarKrylia SovetovRostovOrenburgAkhmatZenitArsenalCSKA · Dynamo · Lokomotiv · SpartakRubinUfaTambovUralSochi Vị trí các đội thi đấu Russian Premier League mùa 2019–20 | KrasnodarKrylia SovetovRostovOrenburgAkhmatZenitArsenalCSKA · Dynamo · Lokomotiv · SpartakRubinUfaTambovUralSochi Vị trí các đội thi đấu Russian Premier League mùa 2019–20 |                       |
| Krasnodar              | KrasnodarKrylia SovetovRostovOrenburgAkhmatZenitArsenalCSKA · Dynamo · Lokomotiv · SpartakRubinUfaTambovUralSochi Vị trí các đội thi đấu Russian Premier League mùa 2019–20 | KrasnodarKrylia SovetovRostovOrenburgAkhmatZenitArsenalCSKA · Dynamo · Lokomotiv · SpartakRubinUfaTambovUralSochi Vị trí các đội thi đấu Russian Premier League mùa 2019–20 | Akhmat Grozny         |
| Krasnodar Stadium      | KrasnodarKrylia SovetovRostovOrenburgAkhmatZenitArsenalCSKA · Dynamo · Lokomotiv · SpartakRubinUfaTambovUralSochi Vị trí các đội thi đấu Russian Premier League mùa 2019–20 | KrasnodarKrylia SovetovRostovOrenburgAkhmatZenitArsenalCSKA · Dynamo · Lokomotiv · SpartakRubinUfaTambovUralSochi Vị trí các đội thi đấu Russian Premier League mùa 2019–20 | Akhmat-Arena          |
| Sức chứa: 34,291       | KrasnodarKrylia SovetovRostovOrenburgAkhmatZenitArsenalCSKA · Dynamo · Lokomotiv · SpartakRubinUfaTambovUralSochi Vị trí các đội thi đấu Russian Premier League mùa 2019–20 | KrasnodarKrylia SovetovRostovOrenburgAkhmatZenitArsenalCSKA · Dynamo · Lokomotiv · SpartakRubinUfaTambovUralSochi Vị trí các đội thi đấu Russian Premier League mùa 2019–20 | Sức chứa: 30,597      |
|                        | KrasnodarKrylia SovetovRostovOrenburgAkhmatZenitArsenalCSKA · Dynamo · Lokomotiv · SpartakRubinUfaTambovUralSochi Vị trí các đội thi đấu Russian Premier League mùa 2019–20 | KrasnodarKrylia SovetovRostovOrenburgAkhmatZenitArsenalCSKA · Dynamo · Lokomotiv · SpartakRubinUfaTambovUralSochi Vị trí các đội thi đấu Russian Premier League mùa 2019–20 |                       |
| CSKA Moscow            | KrasnodarKrylia SovetovRostovOrenburgAkhmatZenitArsenalCSKA · Dynamo · Lokomotiv · SpartakRubinUfaTambovUralSochi Vị trí các đội thi đấu Russian Premier League mùa 2019–20 | KrasnodarKrylia SovetovRostovOrenburgAkhmatZenitArsenalCSKA · Dynamo · Lokomotiv · SpartakRubinUfaTambovUralSochi Vị trí các đội thi đấu Russian Premier League mùa 2019–20 | Lokomotiv Moscow      |
| VEB Arena              | KrasnodarKrylia SovetovRostovOrenburgAkhmatZenitArsenalCSKA · Dynamo · Lokomotiv · SpartakRubinUfaTambovUralSochi Vị trí các đội thi đấu Russian Premier League mùa 2019–20 | KrasnodarKrylia SovetovRostovOrenburgAkhmatZenitArsenalCSKA · Dynamo · Lokomotiv · SpartakRubinUfaTambovUralSochi Vị trí các đội thi đấu Russian Premier League mùa 2019–20 | RZD Arena             |
| Sức chứa: 30,457       | KrasnodarKrylia SovetovRostovOrenburgAkhmatZenitArsenalCSKA · Dynamo · Lokomotiv · SpartakRubinUfaTambovUralSochi Vị trí các đội thi đấu Russian Premier League mùa 2019–20 | KrasnodarKrylia SovetovRostovOrenburgAkhmatZenitArsenalCSKA · Dynamo · Lokomotiv · SpartakRubinUfaTambovUralSochi Vị trí các đội thi đấu Russian Premier League mùa 2019–20 | Sức chứa: 27,320      |
|                        | KrasnodarKrylia SovetovRostovOrenburgAkhmatZenitArsenalCSKA · Dynamo · Lokomotiv · SpartakRubinUfaTambovUralSochi Vị trí các đội thi đấu Russian Premier League mùa 2019–20 | KrasnodarKrylia SovetovRostovOrenburgAkhmatZenitArsenalCSKA · Dynamo · Lokomotiv · SpartakRubinUfaTambovUralSochi Vị trí các đội thi đấu Russian Premier League mùa 2019–20 |                       |
| Sochi                  | KrasnodarKrylia SovetovRostovOrenburgAkhmatZenitArsenalCSKA · Dynamo · Lokomotiv · SpartakRubinUfaTambovUralSochi Vị trí các đội thi đấu Russian Premier League mùa 2019–20 | KrasnodarKrylia SovetovRostovOrenburgAkhmatZenitArsenalCSKA · Dynamo · Lokomotiv · SpartakRubinUfaTambovUralSochi Vị trí các đội thi đấu Russian Premier League mùa 2019–20 | Tambov                |
| Fisht Olympic Stadium  | KrasnodarKrylia SovetovRostovOrenburgAkhmatZenitArsenalCSKA · Dynamo · Lokomotiv · SpartakRubinUfaTambovUralSochi Vị trí các đội thi đấu Russian Premier League mùa 2019–20 | KrasnodarKrylia SovetovRostovOrenburgAkhmatZenitArsenalCSKA · Dynamo · Lokomotiv · SpartakRubinUfaTambovUralSochi Vị trí các đội thi đấu Russian Premier League mùa 2019–20 | Mordovia Arena        |
| Sức chứa: 47,659       | KrasnodarKrylia SovetovRostovOrenburgAkhmatZenitArsenalCSKA · Dynamo · Lokomotiv · SpartakRubinUfaTambovUralSochi Vị trí các đội thi đấu Russian Premier League mùa 2019–20 | KrasnodarKrylia SovetovRostovOrenburgAkhmatZenitArsenalCSKA · Dynamo · Lokomotiv · SpartakRubinUfaTambovUralSochi Vị trí các đội thi đấu Russian Premier League mùa 2019–20 | Sức chứa: 44,442      |
|                        | KrasnodarKrylia SovetovRostovOrenburgAkhmatZenitArsenalCSKA · Dynamo · Lokomotiv · SpartakRubinUfaTambovUralSochi Vị trí các đội thi đấu Russian Premier League mùa 2019–20 | KrasnodarKrylia SovetovRostovOrenburgAkhmatZenitArsenalCSKA · Dynamo · Lokomotiv · SpartakRubinUfaTambovUralSochi Vị trí các đội thi đấu Russian Premier League mùa 2019–20 |                       |
| Arsenal Tula           | Dynamo Moscow | Ufa | Orenburg              |
| Arsenal Stadium        | VTB Arena | Neftyanik Stadium | Gazovik Stadium       |
| Sức chứa: 20,048       | Sức chứa: 26,319 | Sức chứa: 15,132 | Sức chứa: 7,520       |
|                        | | |                       |

### Sự thay đổi huấn luyện viên
| Câu lạc bộ         | HLV rời đi            | Lý do rời đi            | Ngày rời đi          | Vị trí trên BXH | HLV thay thế          | Ngày bổ nhiệm            |
| ------------------ | --------------------- | ----------------------- | -------------------- | --------------- | --------------------- | ------------------------ |
| Spartak            | Oleg Kononov          | Từ chức                 | 29 tháng 9 năm 2019  | Thứ 9           | Serhiy Kuznetsov      | 29 tháng 9 năm 2019      |
| Akhmat             | Rashid Rakhimov       | Từ chức                 | 30 tháng 9 năm 2019  | Thứ 15          | Igor Shalimov         | 30 tháng 9 2019          |
| Dynamo             | Dmitri Khokhlov       | Từ chức                 | 5 tháng 10 năm 2019  | Thứ 15          | Kirill Novikov        | 8 tháng 10 năm 2019      |
| Spartak            | Serhiy Kuznetsov      | Hai bên thoả thuận      | 14 tháng 10 năm 2019 | Thứ 12          | Domenico Tedesco      | 14 tháng 10 năm 2019     |
| Tambov             | Aleksandr Grigoryan   | Hai bên thoả thuận      | 19 tháng 10 năm 2019 | Thứ 16          | Sergei Pervushin      | 21 tháng 10 năm 2019     |
| Sochi              | Aleksandr Tochilin    | Hai bên thoả thuận      | 20 tháng 11 năm 2019 | Thứ 16          | Roman Berezovsky      | 20 tháng 11 năm 2019     |
| Orenburg           | Vladimir Fedotov      | Từ chức                 | 8 tháng 12 năm 2019  | Thứ 14          | Konstantin Yemelyanov | 8 tháng 12 năm 2019      |
| Sochi              | Roman Berezovsky      | Hết thời gian tạm quyền | 8 tháng 12 năm 2019  | Thứ 16          | Vladimir Fedotov      | 8 tháng 12 năm 2019      |
| Rubin              | Roman Sharonov        | Hai bên thoả thuận      | 16 tháng 12 năm 2019 | Thứ 13          | Leonid Slutsky        | 19 tháng 12 năm 2019     |
| Orenburg           | Konstantin Yemelyanov | Hết hạn hợp đồng        | 22 tháng 5 năm 2020  | Thứ 13          | Ilshat Aitkulov       | 22 tháng 5 năm 2020      |
| Lokomotiv          | Yuri Semin            | Hết hạn hợp đồng        | 31 tháng 5 năm 2020  | Thứ 2           | Marko Nikolić         | 1 tháng 6 năm 2020       |
| Krylia Sovetov     | Miodrag Božović       | Hai bên thoả thuận      | 28 tháng 6 năm 2020  | Thứ 16          | Andrei Talalayev      | 28 tháng 6 năm 2020      |
| Arsenal Tula       | Igor Cherevchenko     | Từ chức                 | 1 tháng 7 năm 2020   | Thứ 10          | Sergei Podpaly        | 1 tháng 7 năm 2020       |
| Ural Yekaterinburg | Dmytro Parfenov       | Từ chức                 | 19 tháng 7 năm 2020  | Thứ 11          | Yuri Matveyev         | ngày 20 tháng 7 năm 2020 |

## Thể thức
16 đội sẽ thi đấu vòng tròn 2 lượt, mỗi đội sẽ thi đấu với 1 đội khác 2 lần, 1 lần trên sân nhà, 1 lần trên sân khách. Do đó, giải có tổng cộng 240 trận đấu được diễn ra, và mỗi đội sẽ thi đấu tổng là 30 trận.
Đội kết thúc giải ở vị trí thứ 15 và 16 sẽ phải xuống hạng và 2 đội dẫn đầu Russian National Football League sẽ được lên hạng chơi tại mùa 2020-21.
Các đội xếp thứ 13 và 14 của Premier League sẽ lần lượt gặp các đội thứ 4 và thứ ba của National Football League trong 2 trận đấu play-off. Đội chiến thắng trong trận play-off sẽ giành quyền chơi tại Premier League mùa sau. Do giải đấu bị ảnh hưởng bởi dịch COVID-19, những trận play-off này bị huỷ bỏ, các đội xếp 13 và 14 sẽ trụ hạng thành công .

## Bảng xếp hạng
| VT | Đội                        | ST | T  | H  | B  | BT | BB | HS  | Đ  | Giành quyền tham dự hoặc xuống hạng      |
| -- | -------------------------- | -- | -- | -- | -- | -- | -- | --- | -- | ---------------------------------------- |
| 1  | Zenit Saint Petersburg (C) | 30 | 22 | 6  | 2  | 65 | 18 | +47 | 72 | Tham dự vòng bảng Champions League       |
| 2  | Lokomotiv Moscow           | 30 | 16 | 9  | 5  | 41 | 29 | +12 | 57 | Tham dự vòng bảng Champions League       |
| 3  | Krasnodar                  | 30 | 14 | 10 | 6  | 49 | 30 | +19 | 52 | Tham dự vòng loại thứ 3 Champions League |
| 4  | CSKA Moscow                | 30 | 14 | 8  | 8  | 43 | 29 | +14 | 50 | Tham dự vòng loại thứ 3 Europa League    |
| 5  | Rostov                     | 30 | 12 | 9  | 9  | 45 | 50 | −5  | 45 | Tham dự vòng loại thứ 2 Europa League    |
| 6  | Dynamo Moscow              | 30 | 11 | 8  | 11 | 27 | 30 | −3  | 41 |                                          |
| 7  | Spartak Moscow             | 30 | 11 | 6  | 13 | 35 | 33 | +2  | 39 |                                          |
| 8  | Arsenal Tula               | 30 | 11 | 5  | 14 | 37 | 41 | −4  | 38 |                                          |
| 9  | Ufa                        | 30 | 8  | 14 | 8  | 22 | 24 | −2  | 38 |                                          |
| 10 | Rubin Kazan                | 30 | 8  | 11 | 11 | 18 | 28 | −10 | 35 |                                          |
| 11 | Ural                       | 30 | 9  | 8  | 13 | 36 | 53 | −17 | 35 |                                          |
| 12 | Sochi                      | 30 | 8  | 9  | 13 | 40 | 39 | +1  | 33 |                                          |
| 13 | Akhmat Grozny              | 30 | 7  | 10 | 13 | 27 | 46 | −19 | 31 |                                          |
| 14 | Tambov                     | 30 | 9  | 4  | 17 | 37 | 41 | −4  | 31 |                                          |
| 15 | Krylia Sovetov Samara (R)  | 30 | 8  | 7  | 15 | 33 | 40 | −7  | 31 | Xuống hạng tới Football National League  |
| 16 | Orenburg (R)               | 30 | 7  | 6  | 17 | 28 | 52 | −24 | 27 | Xuống hạng tới Football National League  |

1. 1 2  Điểm đối đầu: Arsenal Tula 4, Ufa 1
2. 1 2  Điểm đối đầu: Rubin Kazan 4, Ural 1
3. 1 2 3  Điểm đối đầu: Akhmat Grozny 8, Tambov 4, Krylia Sovetov Samara 4. Hiệu số bàn thắng thua đối đầu: Akhmat Grozny +3, Tambov 0, Krylia Sovetov Samara -3

## Kết quả
| Nhà \ Khách            | AKH | ARS | CSK | DYN | KRA | KRS | LOK | ORN | ROS  | RUB | SOC | SPA | TAM | UFA | URA | ZEN |
| ---------------------- | --- | --- | --- | --- | --- | --- | --- | --- | ---- | --- | --- | --- | --- | --- | --- | --- |
| Akhmat Grozny          | —   | 1–1 | 0–4 | 2–3 | 1–0 | 1–1 | 0–2 | 2–1 | 1–1  | 1–1 | 1–1 | 1–3 | 1–1 | 0–1 | 0–0 | 1–1 |
| Arsenal Tula           | 1–3 | —   | 1–2 | 1–1 | 1–2 | 2–4 | 4–0 | 2–1 | 2–3  | 0–1 | 1–1 | 2–3 | 2–1 | 1–0 | 1–1 | 0–1 |
| CSKA Moscow            | 3–0 | 0–1 | —   | 0–1 | 3–2 | 1–0 | 1–0 | 2–1 | 1–3  | 1–1 | 0–0 | 2–0 | 2–0 | 0–0 | 1–1 | 0–4 |
| Dynamo Moscow          | 1–1 | 0–1 | 0–0 | —   | 1–1 | 2–0 | 1–2 | 0–1 | 2–1  | 0–1 | 2–3 | 0–2 | 1–0 | 0–0 | 2–0 | 0–2 |
| Krasnodar              | 4–0 | 2–0 | 1–1 | 0–2 | —   | 4–2 | 1–1 | 1–1 | 2–2  | 1–0 | 3–0 | 2–1 | 0–0 | 2–0 | 3–0 | 2–4 |
| Krylia Sovetov Samara  | 2–4 | 2–3 | 2–0 | 0–0 | 0–0 | —   | 1–2 | 1–1 | 0–0  | 0–0 | 3–0 | 1–2 | 2–0 | 0–1 | 2–3 | 0–2 |
| Lokomotiv Moscow       | 1–0 | 2–1 | 2–1 | 1–2 | 1–1 | 1–1 | —   | 1–0 | 1–2  | 1–1 | 0–0 | 0–3 | 2–1 | 1–1 | 4–0 | 1–0 |
| Orenburg               | 1–2 | 2–0 | 0–4 | 2–0 | 0–3 | 0–1 | 2–3 | —   | 0–0  | 2–1 | 1–1 | 1–3 | 2–2 | 0–0 | 0–3 | 0–2 |
| Rostov                 | 2–1 | 2–1 | 3–2 | 3–0 | 1–1 | 1–0 | 1–3 | 2–1 | —    | 2–1 | 2–0 | 2–2 | 1–2 | 1–2 | 0–0 | 1–2 |
| Rubin Kazan            | 1–0 | 1–0 | 0–1 | 0–1 | 1–0 | 0–1 | 0–2 | 1–0 | 0–0  | —   | 0–3 | 1–2 | 2–1 | 0–0 | 0–0 | 1–2 |
| Sochi                  | 2–0 | 1–2 | 2–3 | 1–1 | 2–0 | 0–2 | 0–1 | 5–1 | 10–1 | 1–1 | —   | 1–0 | 1–2 | 0–0 | 2–0 | 0–2 |
| Spartak Moscow         | 3–0 | 0–1 | 2–1 | 0–0 | 0–1 | 2–0 | 1–1 | 1–2 | 1–4  | 0–0 | 1–0 | —   | 2–3 | 0–0 | 1–2 | 0–1 |
| Tambov                 | 1–2 | 0–1 | 0–2 | 0–2 | 0–2 | 3–0 | 2–3 | 3–0 | 2–1  | 0–0 | 3–0 | 2–0 | —   | 3–0 | 1–2 | 1–2 |
| Ufa                    | 0–1 | 0–0 | 1–1 | 0–1 | 2–3 | 2–1 | 1–1 | 1–2 | 2–0  | 0–0 | 1–1 | 1–0 | 2–1 | —   | 1–1 | 1–0 |
| Ural Yekaterinburg     | 3–0 | 1–3 | 0–3 | 2–1 | 2–4 | 1–3 | 0–1 | 1–2 | 2–2  | 1–2 | 3–1 | 0–0 | 2–1 | 3–2 | —   | 1–3 |
| Zenit Saint Petersburg | 0–0 | 3–1 | 1–1 | 3–0 | 1–1 | 2–1 | 0–0 | 4–1 | 6–1  | 5–0 | 2–1 | 1–0 | 2–1 | 0–0 | 7–1 | —   |

### Vị trí các đội qua các vòng đấu
Bảng này liệt kê các vị trí của các đội sau mỗi vòng đấu. Để duy trì sự tiến hóa theo thời gian, bất kỳ trận đấu bị hoãn nào cũng không được đưa vào vòng mà chúng được lên lịch ban đầu, nhưng được thêm vào vòng đầy đủ mà chúng được chơi ngay sau đó. Ví dụ: nếu một trận đấu được lên lịch cho vòng 13, nhưng sau đó bị hoãn và diễn ra trong khoảng thời gian từ vòng 16 đến 17, thì trận đấu sẽ được thêm vào bảng xếp hạng cho vòng 16.
| Đội ╲ Vòng             | 1             | 2  | 3  | 4  | 5  | 6  | 7  | 8  | 9  | 10 | 11 | 12 | 13 | 14 | 15 | 16 | 17 | 18 | 19 | 20 | 21 | 22 | 23 | 24 | 25 | 26 | 27 | 28 | 29 | 30 |    |
| ---------------------- | ------------- | -- | -- | -- | -- | -- | -- | -- | -- | -- | -- | -- | -- | -- | -- | -- | -- | -- | -- | -- | -- | -- | -- | -- | -- | -- | -- | -- | -- | -- | -- |
| Đội ╲ Vòng             | Akhmat Grozny | 5  | 11 | 14 | 9  | 10 | 11 | 12 | 12 | 12 | 13 | 15 | 14 | 14 | 15 | 15 | 15 | 13 | 11 | 12 | 12 | 16 | 16 | 14 | 14 | 13 | 14 | 13 | 13 | 13 | 13 |
| Arsenal Tula           | 7             | 3  | 7  | 7  | 8  | 8  | 7  | 7  | 7  | 7  | 8  | 7  | 11 | 10 | 6  | 7  | 9  | 7  | 6  | 6  | 6  | 7  | 9  | 9  | 11 | 10 | 11 | 10 | 7  | 8  |    |
| CSKA Moscow            | 16            | 10 | 4  | 2  | 2  | 6  | 6  | 4  | 4  | 2  | 1  | 5  | 5  | 5  | 5  | 4  | 3  | 4  | 4  | 4  | 5  | 5  | 5  | 5  | 5  | 5  | 4  | 4  | 4  | 4  |    |
| Dynamo Moscow          | 8             | 12 | 9  | 10 | 12 | 13 | 11 | 11 | 11 | 11 | 14 | 15 | 15 | 13 | 13 | 11 | 6  | 7  | 8  | 10 | 7  | 6  | 7  | 7  | 8  | 8  | 7  | 6  | 6  | 6  |    |
| Krasnodar              | 14            | 9  | 5  | 5  | 3  | 3  | 1  | 1  | 1  | 4  | 4  | 3  | 3  | 4  | 4  | 5  | 4  | 3  | 2  | 2  | 2  | 3  | 3  | 3  | 3  | 3  | 3  | 3  | 3  | 3  |    |
| Krylia Sovetov Samara  | 1             | 8  | 12 | 13 | 13 | 12 | 13 | 13 | 14 | 16 | 12 | 10 | 6  | 8  | 9  | 12 | 12 | 13 | 15 | 15 | 12 | 15 | 16 | 16 | 15 | 15 | 15 | 15 | 15 | 15 |    |
| Lokomotiv Moscow       | 9             | 5  | 8  | 8  | 5  | 2  | 4  | 5  | 5  | 5  | 2  | 1  | 1  | 3  | 3  | 2  | 2  | 2  | 5  | 5  | 4  | 2  | 2  | 2  | 2  | 2  | 2  | 2  | 2  | 2  |    |
| Orenburg               | 12            | 14 | 15 | 16 | 16 | 16 | 16 | 15 | 13 | 14 | 11 | 8  | 12 | 12 | 10 | 8  | 10 | 12 | 14 | 14 | 11 | 13 | 15 | 15 | 16 | 16 | 16 | 16 | 16 | 16 |    |
| Rostov                 | 3             | 4  | 4  | 3  | 4  | 5  | 3  | 3  | 3  | 3  | 3  | 2  | 4  | 2  | 2  | 3  | 5  | 5  | 3  | 3  | 3  | 4  | 4  | 4  | 4  | 4  | 5  | 5  | 5  | 5  |    |
| Rubin Kazan            | 10            | 7  | 3  | 4  | 6  | 7  | 9  | 9  | 10 | 10 | 13 | 11 | 9  | 9  | 12 | 13 | 14 | 14 | 13 | 13 | 15 | 14 | 11 | 12 | 12 | 12 | 10 | 9  | 10 |    |    |
| Sochi                  | 15            | 16 | 16 | 15 | 15 | 15 | 15 | 14 | 15 | 12 | 10 | 13 | 13 | 14 | 16 | 16 | 16 | 16 | 16 | 16 | 14 | 12 | 10 | 11 | 10 | 11 | 12 | 12 | 12 |    |    |
| Spartak Moscow         | 6             | 6  | 10 | 11 | 9  | 4  | 2  | 6  | 6  | 9  | 9  | 12 | 10 | 7  | 6  | 6  | 6  | 9  | 10 | 9  | 10 | 8  | 6  | 6  | 6  | 7  | 9  | 11 | 9  | 7  |    |
| Tambov                 | 13            | 15 | 13 | 14 | 14 | 14 | 14 | 16 | 16 | 15 | 16 | 16 | 16 | 16 | 14 | 14 | 15 | 15 | 11 | 11 | 13 | 11 | 13 | 13 | 14 | 13 | 14 | 14 | 14 | 14 |    |
| Ufa                    | 11            | 13 | 11 | 12 | 11 | 10 | 10 | 10 | 9  | 8  | 6  | 6  | 8  | 11 | 14 | 10 | 11 | 8  | 7  | 8  | 8  | 9  | 8  | 8  | 7  | 6  | 6  | 7  | 8  | 9  |    |
| Ural Yekaterinburg     | 2             | 1  | 6  | 6  | 7  | 9  | 8  | 8  | 8  | 7  | 7  | 9  | 7  | 6  | 8  | 9  | 8  | 10 | 9  | 7  | 9  | 10 | 12 | 10 | 9  | 9  | 8  | 8  | 11 |    |    |
| Zenit Saint Petersburg | 4             | 2  | 1  | 1  | 1  | 1  | 5  | 2  | 2  | 1  | 5  | 4  | 2  | 1  | 1  | 1  | 1  | 1  | 1  | 1  | 1  | 1  | 1  | 1  | 1  | 1  | 1  | 1  | 1  | 1  |    |

## Thống kê mùa giải

### Các cầu thủ ghi bàn hàng đầu
| #  | Cầu thủ             | Câu lạc bộ                           | Số bàn thắng |
| -- | ------------------- | ------------------------------------ | ------------ |
| 1  | Sardar Azmoun       | Zenit Saint Petersburg               | 17           |
| 1  | Artem Dzyuba        | Zenit Saint Petersburg               | 17           |
| 3  | Yevgeni Lutsenko    | Arsenal Tula                         | 15           |
| 4  | Aleksei Miranchuk   | Lokomotiv Moscow                     | 12           |
| 4  | Aleksandr Sobolev   | Krylia Sovetov Samara Spartak Moscow | 12           |
| 4  | Nikola Vlašić       | CSKA Moscow                          | 12           |
| 7  | Eldor Shomurodov    | Rostov                               | 11           |
| 8  | Marcus Berg         | Krasnodar                            | 9            |
| 8  | Grzegorz Krychowiak | Lokomotiv Moscow                     | 9            |
| 10 | Eric Bicfalvi       | Ural Yekaterinburg                   | 8            |
| 10 | Fyodor Chalov       | CSKA Moscow                          | 8            |
| 10 | Đorđe Despotović    | Orenburg                             | 8            |
| 10 | Maximilian Philipp  | Dynamo Moscow                        | 8            |

### Các cầu thủ có nhiều kiến tạo nhất
| # | Cầu thủ             | Câu lạc bộ                           | Số kiến tạo |
| - | ------------------- | ------------------------------------ | ----------- |
| 1 | Artem Dzyuba        | Zenit Saint Petersburg               | 13          |
| 2 | Zelimkhan Bakayev   | Spartak Moscow                       | 9           |
| 3 | Sergei Tkachyov     | Arsenal Tula                         | 8           |
| 3 | Anton Zinkovsky     | Krylia Sovetov Samara                | 8           |
| 5 | Sardar Azmoun       | Zenit Saint Petersburg               | 7           |
| 5 | Aleksei Ionov       | Rostov                               | 7           |
| 7 | Eldor Shomurodov    | Rostov                               | 6           |
| 8 | Kristijan Bistrović | CSKA Moscow                          | 5           |
| 8 | Nikolay Dimitrov    | Ural Yekaterinburg                   | 5           |
| 8 | Denys Kulakov       | Ural Yekaterinburg                   | 5           |
| 8 | Ivan Oblyakov       | CSKA Moscow                          | 5           |
| 8 | Aleksandr Sobolev   | Krylia Sovetov Samara Spartak Moscow | 5           |
| 8 | Nikola Vlašić       | CSKA Moscow                          | 5           |